# بالانده
بالانده (اصطلاح هندی رایج در زبان‌های اروپایی: Vṛddhi، به هندی: वृद्धि) یکی از اصطلاحات تخصصی زبان‌شناسی برای گروهی از واکه‌های کشیده است.
در واژ-واج‌شناسی هندواروپایی از این اصطلاح برای نامیدن درجهٔ کشیدهٔ گونه‌ای از واکه‌گشت که ویژهٔ زبان‌های هنداروپایی است استفاده می‌شود.
واژه‌هایی که به روش بالانده مشتق شده‌اند در زبان سانسکریت بسیار دیده می‌شوند اما در دیگر زبان‌ها هم یافت می‌شوند.

## ریشه‌ها
خاستگاه پدیده بالانده در فرایندی در مرحله اولیه زبان نیاهندواروپایی است که «نیا-بالانده» نامیده می‌شود. این فرایند اساساً برای ساخت مشتق‌های تصریفی از ستاک‌های نام‌واژه‌های دارای واکه‌گشت به کار می‌رفته است. هدف از این کار، رساندن معانی مانند «از آنِ»، «متعلق به»، یا «از تبارِ» بوده است. برای ساخت یک مشتق بالانده، حالت بی‌واکه (درجهٔ صفر) ستاک واکه‌گشته گرفته می‌شود (یعنی حرف صدادار حذف می‌گردد)، سپس واکهٔ /e/* در مکانی قرار داده می‌شود که لزومی به تطابق جای آن با واکهٔ حذف شده نیست و در نهایت، یک واکهٔ موضوعی با تکیه‌گذاری بر روی واکهٔ موضوعیِ پایانی افزوده می‌شود. برای نمونه:
 نیا-هندواروپایی *-dyew "آسمان" (مقایسه شود با لاتین diēs، سانسکریت dyú "روز"; هیتی الگو:-Lang "خدا") ← درجهٔ صفر *-diw ← شکل نیا-بالاندهٔ آن *deyw-ó-s "خدا، ایزد آسمانی"، تحت‌اللفظی "آسمانی" (مقایسه شود با سانسکریت devá، لاتین deus، و غیره)

با این وجود، به نظر می‌رسد در مراحل بعدی زبان، این فرایند به ستاک‌های اسم‌های گسترش یافته که دارای واکه‌گشت نبوده و پیش از این واکهٔ /e/* در آن‌ها وجود داشته است. این مصوت با مصوت واردشده ترکیب شده و واکهٔ کشیده /ē/* را پدیدمی‌آورد.
 نیا-هندواروپایی *-swéḱur-o "پدرشوهر" (مقایسه شود با لاتین socer، سانسکریت śváśura) ← شکل نیا-بالاندهٔ آن *-swēḱuró "برادرشوهر"، به‌طور تحت‌اللفظی "از دودمان پدرشوهر" (مقایسه شود با سانسکریت śvāśurá، آلمانی بالای باستان swāgur "برادرشوهر")

این مثال به‌خوبی تأکید روی مصوت موضوعی را که از قبل وجود دارد نیز نشان می‌دهد. این نسخه متاخر از نیا-بالانده است که در حالت کشیده بالانده در سانسکریت دیده می‌شود.

## بالانده در سانسکریت
پدیده کلی واکه‌گشت، از جمله شکل‌گیری بالانده، به عنوان بخشی از سنت قوی قواعد دستور زبان سانسکریت و از همه مهم‌تر در کتاب اشتادهیایی پانینیِ دستورنویس، کاملاً مورد بحث و بررسی قرار گرفته و مستند شده است.
برای نمونه:
- -bhṛ-tá «بُرده‌شده» (درجه صفر)
- -bhár-aṇa «بار» (درجهٔ اول، درجه کامل، یا گوناها)
- -bhār-yá «بُردنی» (درجه دوم، درجه کشیده، یا بالانده)

الگوی کامل واکه‌گشت به صورت زیر قابل مشاهده است:
|        | درجه صفر  | ← درجه اول → | درجه دوم |
| ------ | --------- | ------------ | -------- |
| باز    | ∅         | a            | ā        |
| کامی   | i/ī y i/ī | e ay ya      | ai āy yā |
| لبی    | u/ū v u/ū | o av va      | au āv vā |
| برگشته | ṛ r ṛ     | ar ar ra     | ār ār rā |
| دندانی | ḷ         | al           | āl       |

## در زبان‌شناسی هندواروپایی
در زبان‌شناسی نوین هندواروپایی، اصطلاح بالانده به همان معنای مورد استفاده پانینی به‌کار می‌رود، با این تفاوت که محدود به سانسکریت نیست، بلکه شامل زبان‌های هندواروپایی به‌طورکلی و همچنین زبان نیا-هندواروپایی که این ویژگی از آن به ارث رسیده است نیز می‌شود:
- *-bʰr̥[۱۶] (درجه صفر فعل بازسازی‌شده به معنای "حمل‌کردن")[۱۷]
- *-bʰer (درجه کامل)
- *-bʰēr (بالانده، درجه کشیده)